# Hemidactylus reticulatus
Hemidactylus reticulatus är en ödleart som beskrevs av  Richard Henry Beddome 1870. Hemidactylus reticulatus ingår i släktet Hemidactylus och familjen geckoödlor. Inga underarter finns listade i Catalogue of Life.